# 설왕진
설왕진은 대한민국의 전 농구 선수다. 동생은 키움 히어로즈 감독대행인 설종진이다.